# Misztrász

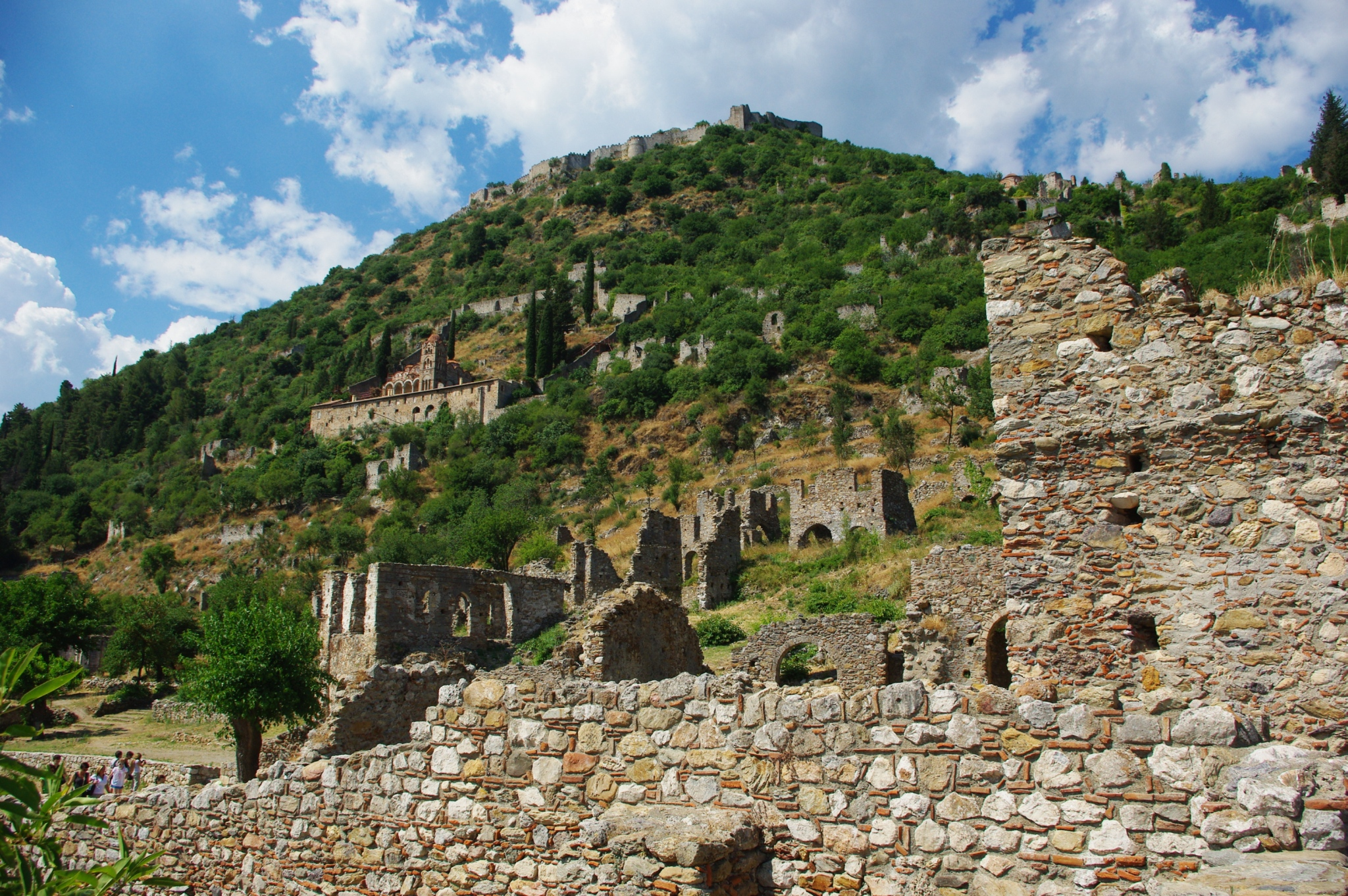
Misztra vára

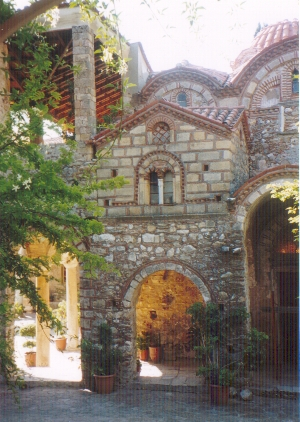
Misztra temploma

Misztrász (görögül Μυστράς, franciául eredetileg Mistra) bizánci eredetű romfalu a mai Görögország területén, a Peloponnészosz félszigeten, az ókori Spártától néhány kilométerre.
Misztrász története a negyedik keresztes háborúval (1202–1204) kezdődik. I. Villehardouin Geoffroy családja a franciaországi Bar-sur-Aube mellől, Champagne grófságból származik és lett a keresztes hadjárat után, miután a lovagok az egész félszigetet meghódították az Akháj Fejedelemség ura. A trónon követte fia II. Villehardouin Geoffroy (uralkodott 1218–1246), aki az ókori Spárta romjai között tartott udvart. Testvére II. Villehadrouin Vilmos (uralkodott 1246–1278) meghódította egész Lakóniát és elrendelte Misztrász erődítményének kiépítését 1249-ben. További várak álltak még Monemvasziában és valószínűleg Tigani félszigetén. II. Vilmost 1259-ben a niceai bizánci császár csapatai elfogták és csak a misztrai erősség és a többi vár kiadásával tudta megvásárolni szabadságát. Spárta görög lakói, akiknek elegük volt a keresztesek idegen uralmából, áttelepültek a három kilométernyire lévő Misztrába. A vár alatt virágzó város alakult ki, amelynek virágkorában több tízezer lakosa volt.